# Усть-Щербединское муниципальное образование
Усть-Щербединское муниципальное образование — сельское поселение в Романовском районе Саратовской области Российской Федерации.
Административный центр — село Усть-Щербедино.

## История
Статус и границы сельского поселения установлены Законом Саратовской области от 27 декабря 2004 года № 102-ЗСО «О муниципальных образованиях, входящих в состав Романовского муниципального района».
В 2023 году в состав Усть-Щербединского муниципального образования включено упразднённое Бобылёвское муниципальное образование.

## Население
| 2010  | 2011  | 2012  | 2013  | 2014  | 2015  | 2016  |
| ----- | ----- | ----- | ----- | ----- | ----- | ----- |
| 1284  | ↘1275 | ↘1234 | ↘1200 | ↘1144 | ↘1120 | ↘1101 |
| 2017  | 2018  | 2019  | 2020  | 2021  | 2024  | 2025  |
| ↘1094 | ↘1072 | ↘1052 | ↘1036 | ↗1110 | ↘1045 | ↗1636 |

## Состав сельского поселения
| № | Населённый пункт | Тип населённого пункта       | Население |
| - | ---------------- | ---------------------------- | --------- |
| 1 | Малое Щербедино  | село                         | ↘457      |
| 2 | Усть-Щербедино   | село, административный центр | ↘827      |
| 3 | Бобылевка        | село                         | ↘543      |
| 4 | Борецк           | посёлок                      | ↘90       |
| 5 | Константиновский | посёлок                      | 0         |
| 6 | Осиновка         | село                         | ↘313      |